# Brockhampton-by-Ross
Brockhampton-by-Ross – wieś i civil parish w Anglii, w hrabstwie Herefordshire. Leży 13 km na południowy wschód od miasta Hereford i 178 km na zachód od Londynu. W 2011 roku civil parish liczyła 229 mieszkańców. Brockhampton jest wspomniana w Domesday Book (1086) jako Caplefore.